# Atacul din adâncuri
Atacul din adâncuri  (titlul original Atlantic Rim, cunoscut și ca  Attack from Beneath, Attack from the Atlantic Rim sau From the Sea) este un film SF american din 2013 regizat de Jared Cohn pentru The Asylum. Este filmat în Pensacola, Florida. În rolurile principale joacă actorii Graham Greene și David Chokachi.
Filmul a fost lansat direct-pe-DVD la 24 iunie 2013 în Marea Britanie și la  9 iulie în Statele Unite. În tradiția filmelor produse de The Asylum, Atlantic Rim este un mockbuster care capitalizează prodcuția majoră Warner Bros. Pictures/Legendary Pictures Cercul de foc (Pacific Rim).
La 5 octombrie 2017 s-a anunțat că filmul va avea o continuare. În martie 2018 a fost urmat de filmul Atlantic Rim 2 în care orașul Los Angeles este atacat de monștri.

## Prezentare
Când monștri uriași apar brusc din adâncurile Oceanului Atlantic, este formată o echipă specială de piloți care conduc roboți gigant pentru a lupta cu noua amenințare.

## Actori
- Graham Greene ca Amiral Hadley
- David Chokachi ca Red
- Treach ca Jim
- Jackie Moore ca Tracy
- Nicole Alexandra Shipley ca Stone
- Jared Cohn ca Spitfire
- Jinhi Evans ca Dr. Quinn Baker
- Steven Marlow ca Sheldon Geise
- Nicole Dickson ca Dr. Margaret Adams
- Demetrius Stear ca Lt. Wexler
- Larry Gamell, Jr. ca Smith
- William Shannon Williams ca Cpt. Dager
- Joseph Brown - a realizat mișcările capturate pentru Robot; și ca Paramedic